# アントニー・アシュリー＝クーパー (第5代シャフツベリ伯爵)

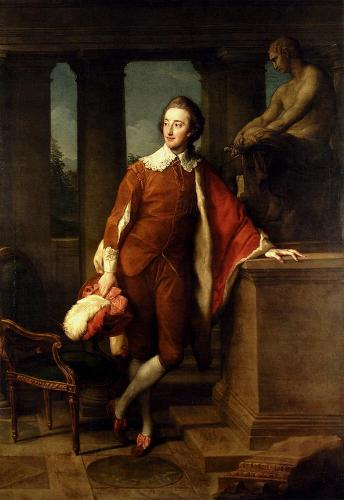
ポンペオ・バトーニによる肖像画。

第5代シャフツベリ伯爵アントニー・アシュリー＝クーパー（英語: Anthony Ashley-Cooper, 5th Earl of Shaftesbury FRS、1761年9月17日 – 1811年5月14日）は、イギリスの貴族。

## 生涯
第4代シャフツベリ伯爵アントニー・アシュリー＝クーパーとメアリー・ブーヴェリー（Mary Bouverie、1804年11月12日没、初代フォルクストーン子爵ジェイコブ・ブーヴェリーの娘）の長男として、1761年9月17日に生まれ、20日に聖ジョージ・ハノーヴァー・スクエア教会で洗礼を受けた。1771年5月27日に父が死去すると、シャフツベリ伯爵の爵位を継承した。ウィンチェスター・カレッジで教育を受け、1779年2月6日にオックスフォード大学クライスト・チャーチに入学した。
1785年2月3日、王立協会フェローに選出された。
1786年7月17日、バーバラ・ウェブ（Barbara Webb、1819年10月5日没、第5代準男爵ジョン・ウェブの娘）と結婚、1女を儲けた。
- バーバラ（1788年10月19日 – 1844年6月5日） - 1814年8月8日、初代ド・モーリー男爵ウィリアム・ポンソンビー（英語版）と結婚、子供あり

1811年5月14日にロンドンで痛風により病死、娘しか儲けなかったため弟クロプリーが爵位を継承した。